# Zsótér Andor
Szatymazi Zsótér Andor (Szeged, 1824. november 24. – Szeged, 1906. április 30.) magyar földbirtokos, üzletember, mecénás; „Szeged Wesselényije”.

## Életpályája
Eleinte édesapjának segített, akinek 99 hajója volt a kereskedelemben. 1839–1842 között a 62. gyalogezred szegedi nevelőintézetében tanult. A középiskoláját a szegedi piarista gimnáziumban végezte el. 1845-ben Szegeden megalapította a Csongrád Megyei Takarékpénztárat, melynek 55 évig tiszteletbeli elnöke volt. Az 1848–49-es forradalom és szabadságharcban hadnagyként harcolt. 1849-ben családi házukat kórházzá és laktanyává alakította; a Szegedre menekült magyar kormányt a Széchenyi tér 9. szám alatt fogadta be. 1851-ben a Szeged-Felsővárosi Kaszinó tagja volt. 1860-ban a magyar színészet szegedi támogatója lett. 1861-ben a Szeged városi Honvédegylet alapító tagja volt. 1871-ben a Szabadelvű Kör elnöke volt. 1878-ban támogatta a Szegedi Napló megalakulását. Az 1879-es szegedi árvíz idején 3000 embernek nyújtott menedéket. 1880-ban a Szeged-Felsővárosi Kiskaszinó hű tagja volt. 1885-ben támogatásával kiadták Urbán Lajos kottáit. 1892-ben nemesi rangot kapott a királytól (Szatymazi). 1894-ben a 18. századból származó barokk grafikákat adott a Városi Múzeumnak, a Móra Ferenc Múzeum elődjének.
Mecénása és támogatója volt az akkori íróknak, művészeknek és politikusoknak, mint például Mikszáth Kálmán, Dankó Pista, Joó Ferenc, Vastagh György, Klapka György, Perczel Mór és Klauzál Gábor.

## Családja
Szülei: Zsótér János (1788–1861) hajósgazda és Ferró Teréz () voltak. Felesége Vékes Franciska volt.

## Emlékezete
- 2004-ben Tóbiás Klára elkészítette emléktábláját, amely a szegedi Új-Zsótér-házon (Klauzál tér) található.[3]

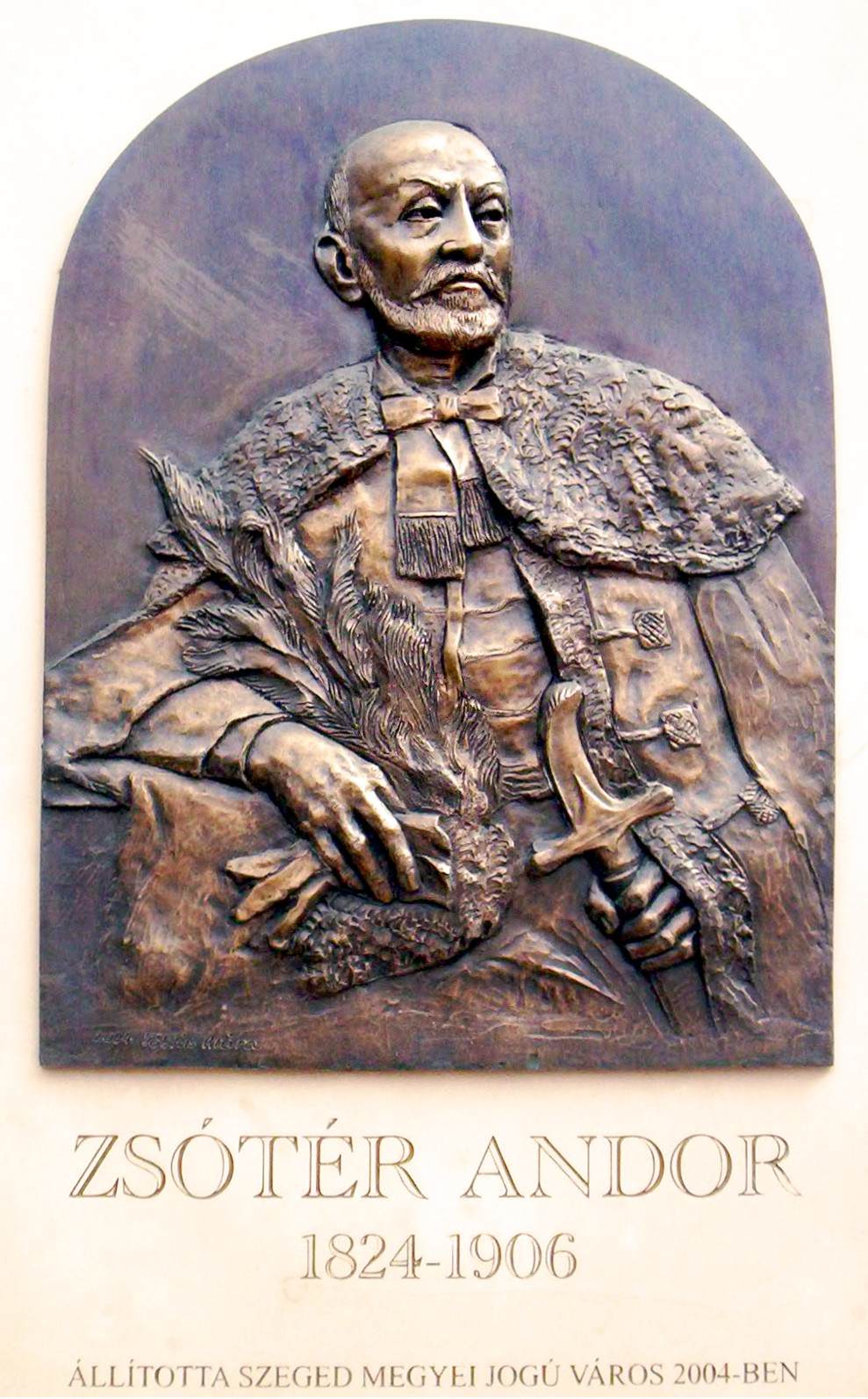
Zsótér Andor-emléktábla a szegedi Új-Zsótér-házon (Klauzál tér). Tóbiás Klára alkotása (2004)

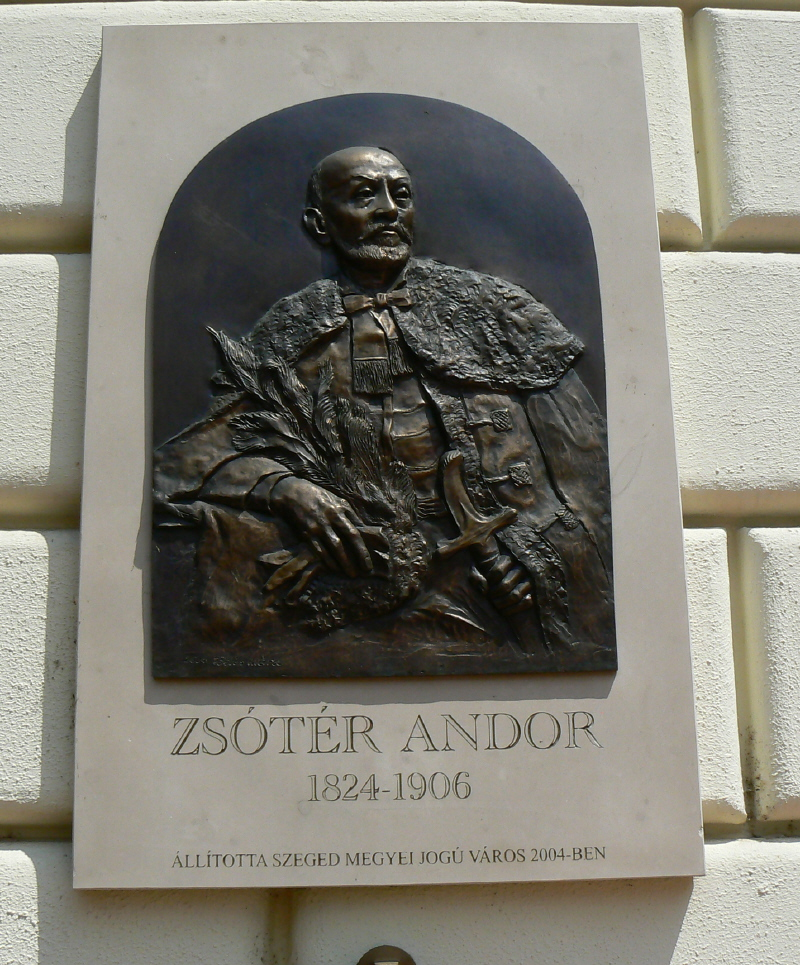
Tóbiás Klára: Zsótér Andor emléktábla, 2004